# 'Ohana：尋找傳家寶
《'Ohana：尋找傳家寶》（英語：Finding 'Ohana）是一部美國兒童冒險電影，由翁菲菲執導，由克里斯蒂娜·斯特兰編劇，由基娅·佩亚胡（Kea Peahu）、亞歷克斯·艾奧諾、林賽·沃森、歐文·瓦卡羅和胡凱莉。電影由Netflix於2021年1月29日上線。

## 劇情
在紐約長大的夏威夷兄妹，妹妹Pili和哥哥Ioane與他們的母親暫時從紐約搬到瓦胡島，以幫助她的父親，他的健康和財務問題變得越來越嚴重。Pili是一個狂熱的地理藏寶迷，她因與心愛的紐約分離而感到的不適，但她從祖父的藝術工作室偷偷找出一本舊日記知道了一個夏威夷寶藏，兄弟姐妹也發現自己正在了解他們的夏威夷傳統。Pili得到了當地男孩 Casper的幫助，一起展開尋找寶藏的旅程...。

## 製作
2019年9月，Netflix宣布獲得了翁菲菲的故事片處女作的版權。林賽·沃森、歐文·瓦卡羅、胡凱莉、布蘭斯科姆·里士滿、克里斯·帕內爾、馬克·埃文·傑克遜、里基·加西亞將參演電影。皮·胡島（Kea Peahu）、亞歷克斯·艾奧諾將一起出演兩個主要兄妹。

### 拍攝
主題拍攝於布魯克林區、夏威夷、泰國和多明尼加。

## 評價
在評論聚合器的爛番茄上，根據22條影評人的評論，這部電影的支持率為82%，平均評分為6.90/10。Metacritic對七位影評人使用加權平均分是69分（滿分100分），該片獲得了「普遍好評。」

## 外部連結
- 在Netflix上觀看《Finding 'Ohana》
- 互联网电影数据库（IMDb）上《'Ohana：尋找傳家寶》的资料（英文）
- 爛番茄上《'Ohana：尋找傳家寶》的資料（英文）